# Festival de la Cançó d'Eurovisió Canadà
El Festival de la Cançó Eurovisió Canadà o simplement Eurovisió Canadà serà un spin-off oficial del Festival de la Cançó d'Eurovisió (juntament amb l'American Song Contest) per Canadà, on participaran les seves deu províncies i els seus tres territoris que fan part del país. Serà realitzat per Insight Productions

## Format
El festival es basa en el Festival de la Cançó d'Eurovisió, un concurs anual de cançons organitzat per la Unió Europea de Radiodifusió (UER). La competició s'emet des de l'any 1956, i té anualment fins a 200 milions d'espectadors a tot el món. El concurs s'emet per televisió i implica que membres de l'EBU de cada país enviïn una cançó, i el guanyador és el que aconsegueixi més punts per part dels altres països.

## Participants
| Territori               | Artista | Cançó | Llengua |         |
| ----------------------- | ------- | ----- | ------- | ------- |
| Territori               | Artista | Cançó | Llengua | Alberta |
| Colúmbia Britànica      |         |       |         |         |
| Illa del Príncep Eduard |         |       |         |         |
| Manitoba                |         |       |         |         |
| Nova Escòcia            |         |       |         |         |
| Nova Brunswick          |         |       |         |         |
| Nunavut                 |         |       |         |         |
| Ontario                 |         |       |         |         |
| Quebec                  |         |       |         |         |
| Saskatchewan            |         |       |         |         |
| Terranova i Labrador    |         |       |         |         |
| Territori del Nord-oest |         |       |         |         |
| Yukon                   |         |       |         |         |